# Ville impériale de Landau
1291–1679
(388 ans)
Entités précédentes :
- Comté de Linange

Entités suivantes :
- Royaume de France (province d'Alsace)

La ville impériale de Landau (en allemand : Reichsstadt Landau, en latin : Landoia civitas imperialis) est une ancienne cité-État du Saint-Empire romain entre 1291 et 1679.
Village construit en contrebas du château de Landeck (de) édifié aux alentours de 1200, Landau devient une ville au Moyen Âge. Elle mentionnée pour la première fois en 1268 et entourée d'un mur d'enceinte quelques années plus tard sous l’autorité des comtes de Linange-Landeck, vassaux du souverain du Saint-Empire. À la suite de son élection au trône du Saint-Empire en 1273, Rodolphe Ier accorde à Landau une franchise le 30 mai 1274, à la demande du comte Emich IV de Linange-Landeck. Ses habitants se dotent alors d'institutions en obtenant ainsi les mêmes droits concédés à Haguenau. Après l'extinction de la lignée des Linange-Landeck, Rodolphe Ier accorde à Landau le statut de « ville d'Empire » le 13 avril 1291. Celle-ci dispose ainsi de l'immédiateté impériale avec droit de siéger à la Diète d'Empire : elle n'est désormais plus un bien personnel d'un seigneur mais un état du Saint-Empire à part entière.
En 1324, Louis IV met en gage Landau auprès du prince-évêque de Spire, Emich de Linange, après le soutien apporté par la cité au duc Frédéric III d'Autriche, rival et adversaire du nouveau souverain lors de la bataille de Mühldorf en 1322. Bien que devant prêter désormais serment aux évêques et à leurs avoués, la ville conserve toutefois ses droits et privilèges. L'empereur Maximilien Ier rachète le gage en 1511 pour réunir la cité au pouvoir impérial. Le 21 août 1515 elle se rapproche de l'alliance connue sous le nom de Décapole et formée par les villes impériales de la plaine d'Alsace qu'elle intègre définitivement le 14 avril 1521. Décidée par Charles Quint l'entrée de Landau dans la ligue compense le départ de Mulhouse quelques années auparavant.
La Réforme protestante est introduite par des prédicateurs en 1521 puis est adoptée en 1579 par les autorités municipales. Lors de la guerre de Trente Ans la ville est pillée et occupée en 1619 par l'armée protestante conduite par Ernst von Mansfeld, avant d'être reprise en 1622 par les troupes catholiques de Léopold V d'Autriche-Tyrol, grand-bailli d'Alsace et prince-évêque de Strasbourg, pour y rétablir l'autorité impériale. Landau est conquise en 1632 par les troupes du royaume de Suède conduites par Gutaf Horn. Les villes occupées par les Suédois sont confiées aux armées françaises qui y établissent des garnisons. Les ravages du conflit poussent Landau à se placer sous protectorat du royaume de France en 1634. La ville est ensuite occupée par les armées des États des Habsbourg à partir de 1637, puis par les troupes de Bernard de Saxe-Weimar en 1639 et à nouveau par les Français en 1645 et jusqu'à la fin du conflit. Les traités de Westphalie de 1648 accordent au Roi de France des droits sur la ville impériale et ses alliées. Lors de la guerre de Hollande, les Français s'emparent de la cité et l'occupent à partir de 1673.
Le traité de Nimègue du 5 février 1679 marque la fin de l'indépendance de Landau qui est rattachée au territoire français. Les institutions de la ville continuent d'exister sous l'autorité du Roi jusqu'à la Révolution française et la fin de l'Ancien Régime en 1789.